# Погронський Буковець
Погронський Буковець (словац. Pohronský Bukovec) — село в Банськобистрицькому окрузі Банськобистрицького краю Словаччини. Перша письмова згадка про село датується 1563 роком.

## Населення
| Рік:            | 1994. | 2004. | 2014. | 2024.    |
| --------------- | ----- | ----- | ----- | -------- |
| Кількість осіб: | 100   | 88    | 110   | 123      |
| Різниця:        |       | -12 % | +25 % | +11,81 % |

| Рік:            | 2023. | 2024.   |
| --------------- | ----- | ------- |
| Кількість осіб: | 124   | 123     |
| Різниця:        |       | -0,80 % |

Етнічний склад населення станом на 2001 рік: словаки — 98,04 %, чехи — 1,96 %.
Станом на 31 грудня 2010 року в селі проживала 82 особи, з них 39 чоловіків та 43 жінки.